# El Anunciador Vitoriano
El Anunciador Vitoriano fue un periódico que se editó en la ciudad de Vitoria desde 1878 hasta 1898.

## Historia
Fundado por Domingo Sar, en cuya imprenta de Vitoria se imprimía, el primer número de El Anunciador Vitoriano vio la luz el 22 de mayo de 1878. En el primer número, que lleva la coletilla de «conveniente para la agricultura, industria y comercio», el periódico se presenta en sociedad con un texto escrito por el editor y dirigido a los lectores que dice así:

Demostrar la utilidad de una publicación de esta clase en la ciudad de Vitoria, en la que el comercio tiene su natural desarrollo y prosperidad, no es necesario, porque está en el convencimiento de todos, y lo prueba la profusión con que los comerciantes y corresponsales de casas nacionales y extranjeras reparten prospectos anunciando sus géneros.

Varias son las provincias que cuentan con una publicación semanal dedicada a dar conocimiento del alza y baja de los mercados y a anunciar los artículos de comercio y sus precios.

El Anunciador Vitoriano viene a llenar un vacío que se hacía sentir en la capital alavesa, por cuya razón será el periódico no solo de los comerciantes, que son los que principalmente con sus anuncios le han de sostener a pesar de su módico coste, sino que también de todas las personas que quieran llamar la pública atención sobre aquello que les interese.

El editor confía en que todos los vitorianos que tienen establecimientos abiertos, ya sean de comercio, ya fondas o ya casas de huéspedes, así como los fabricantes de todas clases de manufacturas, acudirán presurosos a esta redacción para anunciar los primeros sus géneros, los segundos y terceros sus establecimientos y los fabricantes sus productos. Igual confianza inspiran al editor los Comisionistas que lleguen a esta capital a exhibir y ofrecer las mercancías.

 Descrito el objeto del Anunciador, solo resta añadir que saldrá los miércoles de cada semana en la misma forma de este primer número y que se aumentará con una o más hojas si la abundancia de anuncios lo exigiese.

Estaba adscrito a las tesis del liberalismo moderado. En un primer momento, cada número tenía una tirada de seiscientos ejemplares, que se publicaban cada miércoles. Algunos se repartían de manera gratuita entre los comercios, casinos y establecimientos más concurridos de Vitoria. Transcurrido apenas medio año, y alentado por el éxito que había tenido hasta entonces, Sar decidió darle un nuevo impulso al proyecto y decidió publicarlo, además de los miércoles, también los sábados. Bajo la dirección de Julián Arbulo, la publicación se abrió a asuntos literarios y a otros hechos noticiosos, y el subtítulo se cambió por el de «diario político, de literatura, noticias y anuncios», que, además, iba acompañado de una coletilla en la que se decía «defensor de los intereses morales y materiales del país vascongado».
Siguió gozando de éxito y, con un nuevo director en la figura de Odón Apraiz, incursionó en la política. Se vio arrastrado hacia las tesis del fuerismo liberal. Dejaría de existir el 30 de abril de 1898; se tiene constancia de un último ejemplar del día anterior. Era el último de más de cinco millares.